# تعاونية اسمارة (بني راشد)
تعاونية اسمارة هو دُوَّار يقع بجماعة مكانسة، إقليم تاونات، جهة فاس مكناس في المملكة المغربية. ينتمي الدوّار لمشيخة بني راشد التي تضم 16 دوار. يقدر عدد سكانه بـ 309 نسمة حسب الإحصاء الرسمي للسكان والسكنى لسنة 2004.

## روابط خارجية
- البوابة الوطنية للجماعات الترابية نسخة محفوظة 12 مارس 2018 على موقع واي باك مشين.
- المندوبية السامية للتخطيط